# Hammarlöv
Hammarlöv er en landsby i Trelleborgs kommun i Skåne, Sverige. Byen havde 65 indbyggere pr. 2010.
I byen ligger Hammarlöv kirke, der har et karakteristisk rundt tårn. Den er opført i anden halvdel af 1100-tallet, antageligt af Mårten Stenmester. Tårnet blev opført med sigte på også at kunne fungere som forsvarsværk mod de aggressive vendere.
Lige uden for byen mod vest ligger flere gravhøje fra bronzealderen samt nogle store gårde, hvoraf en har et par søer på sin grund. For enden af kirken ligger nogle små 1800-talshuse i en stræde kaldet Jerusalem.
Digteren A.U. Bååth og hans søster Cecilia Bååth-Holmberg voksede op i byens præstegård.